# Капельгородская, Надежда Филипповна
Надежда Филипповна Капельгородская[ударение?] (2 октября 1904, Успенское, Российская империя — 27 ноября 1984, Киев, УССР, СССР) — советская и украинская актриса, певица, писательница и сценарист.

## Биография
Родилась 2 октября 1904 года в селе Успенском (сейчас — Успенский район Краснодарского края), дочь писателя Филиппа Иосифовича Капельгородского.
В 1915 году поступила в гимназию и драматическую студию в г. Лубны, которые окончила в 1919 году, работала в Лубенском театре. В 1924 г. принята в труппу Полтавского имузыкально-драматического театра имени Н. В. Гоголя в качестве актрисы. Также была известна и как хоровая певица, выступала в составе ансамбля Женхоранс.
Позднее переехала в Киев и работала в Киностудии имени Довженко.
С 1956 года стала писать детские рассказы, публиковала их в журнале Барвинок. В 1961 году по её сценарию был снят фильм Гулящая (оригинальный текст — Панас Мирный), поставленный на киностудии имени Довженко.
Автор повести «Петро Запорожець» (1984).
Скончалась 27 ноября 1984 года в Киеве. Похоронена на Байковом кладбище.

### Семья
Надежда Капельгородская в 1932 г. вышла замуж за драматурга, режиссёра, скульптора и сценариста Ивана Кавалеридзе (1887—1978).
Приемная дочь — искусствовед Нонна Капельгородская, зять — скульптор и кинорежиссёр Ростислав Синько.